# Rémiz penduline
Remiz pendulinus
Espèce
Statut de conservation UICN

 LC  : Préoccupation mineure
La Rémiz penduline (Remiz pendulinus) (anciennement appelée « Mésange rémiz » ou « Mésange de Pologne ») est une espèce de passereaux de la famille des Remizidae.

## Description
Un peu plus grand qu'un roitelet, elle possède un masque noir, le dos et le bas des ailes de couleur cannelle, une tête et un ventre gris ou crème.

## Répartition
Son aire de répartition géographique s'étend de l'est au sud-est de l'Europe. C'est un migrateur partiel. On le trouve généralement à proximité de l'eau.

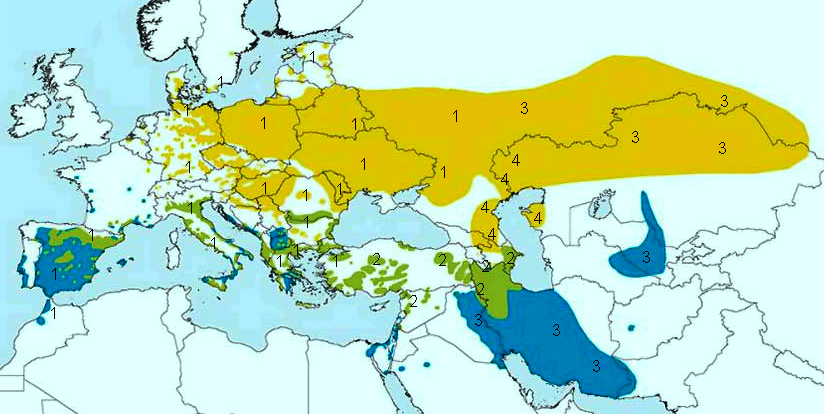
Aire de répartition de la "Mésange rémiz"

## Comportement

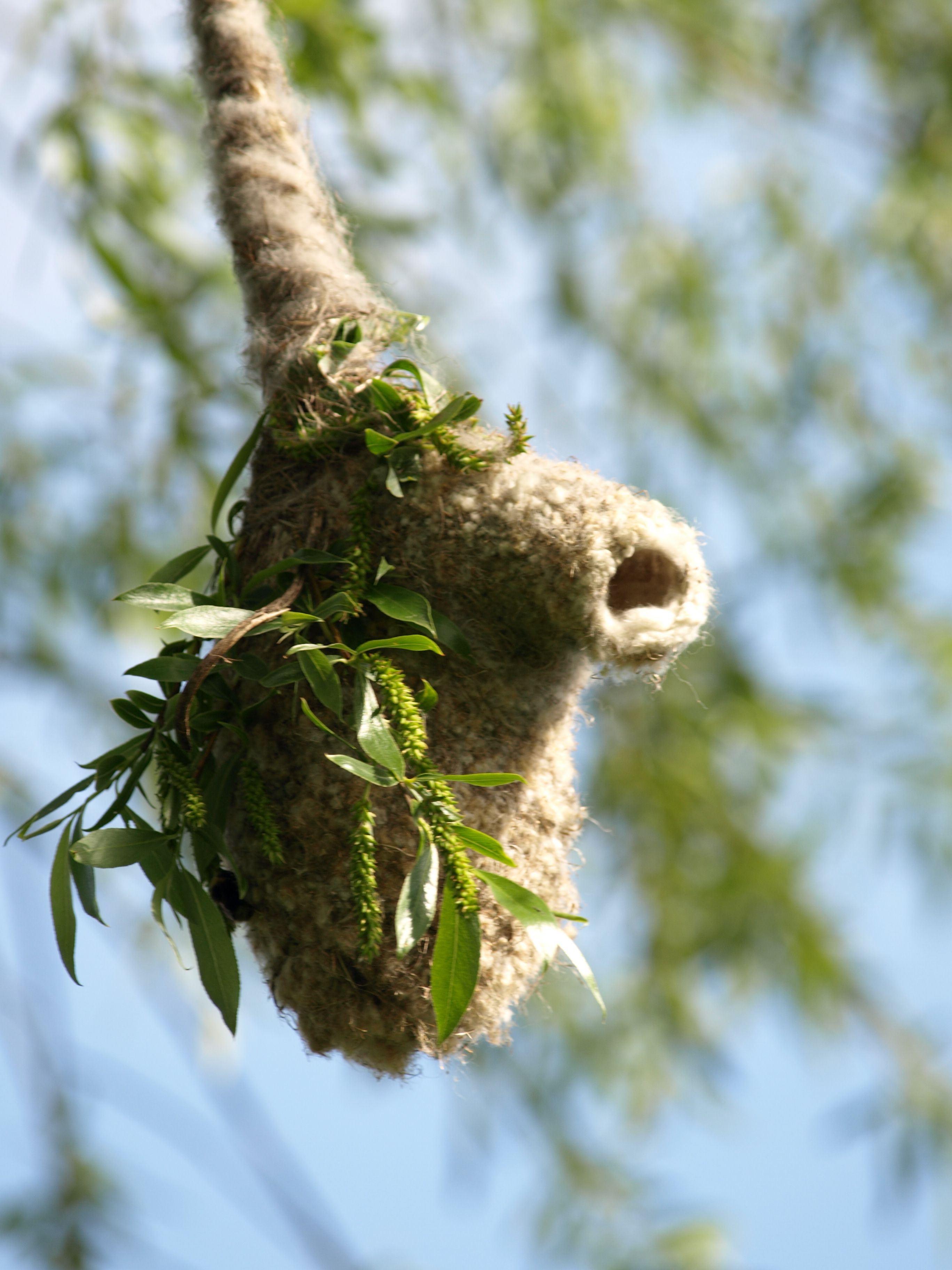
Un nid de Rémiz penduline

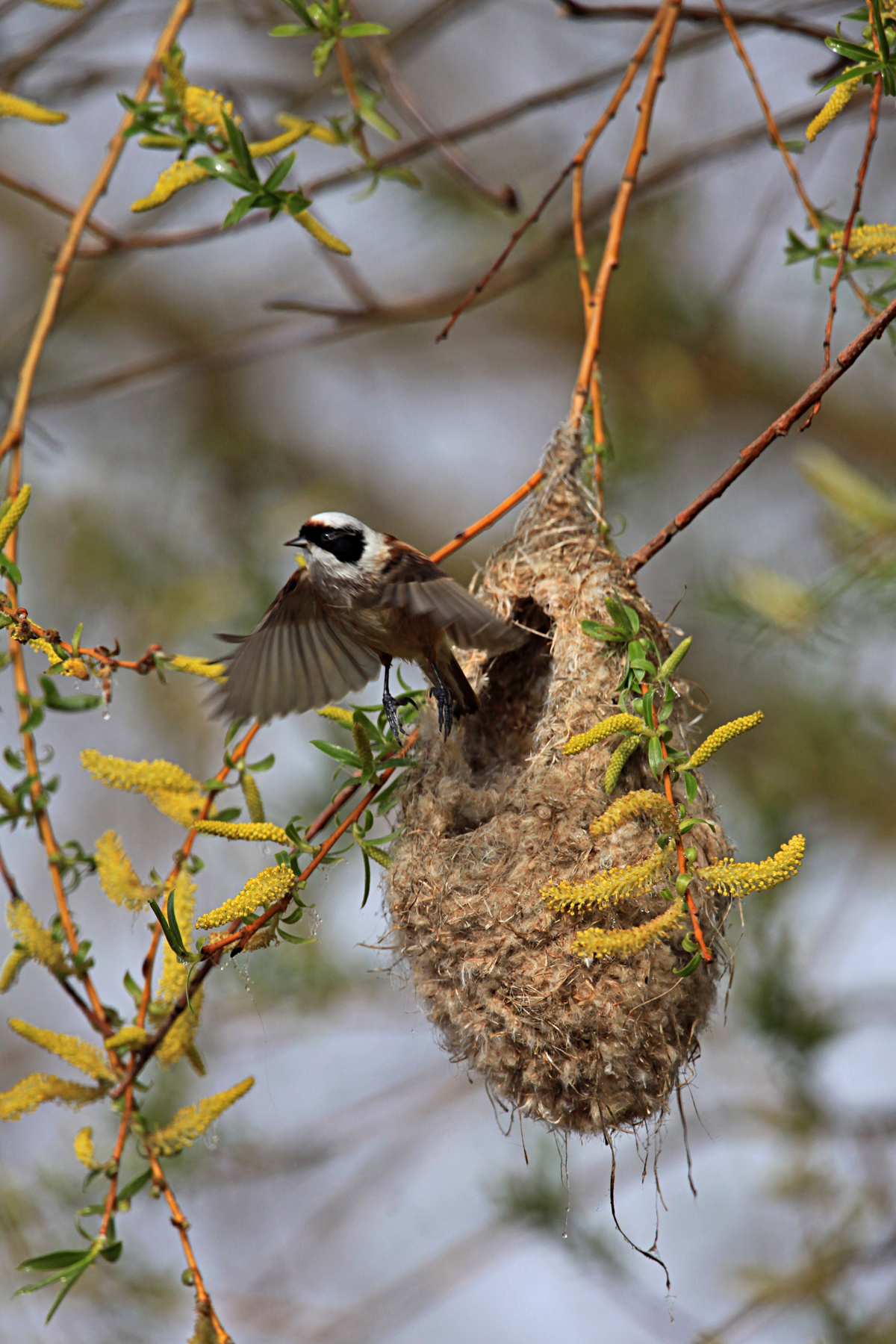
"Mésange rémiz" et son nid en Allemagne

Cet oiseau a pour particularité de construire un beau nid tissé en forme de poire (ou de boule) suspendu à une branche d'arbre.
Selon Monier (en 1807) « la Pologne ne recèle aucune espèce d'oiseau qui lui soit particulière. Mais la Lituanie est riche en ornithologie : parmi les oiseaux de proie qui l'habitent on y distingue l'aigle et le vautour. La rémiz (espèces de mésange) y est très commune. Cet oiseau n'est remarquable que par la construction singulière de son nid qui a la forme d'une poire, et qu'il suspend aux branches d'arbres »

## Chant
Son sifflement de contact est un "tsiiiuy" très fin, vaguement descendant à la fin à la tonalité douce. Son chant est simple, mêlé de cris (ou de fragments) et de trilles aigus, bien espacés.[réf. nécessaire]

## Régime alimentaire
Elle se nourrit principalement d'insectes.

## Reproduction

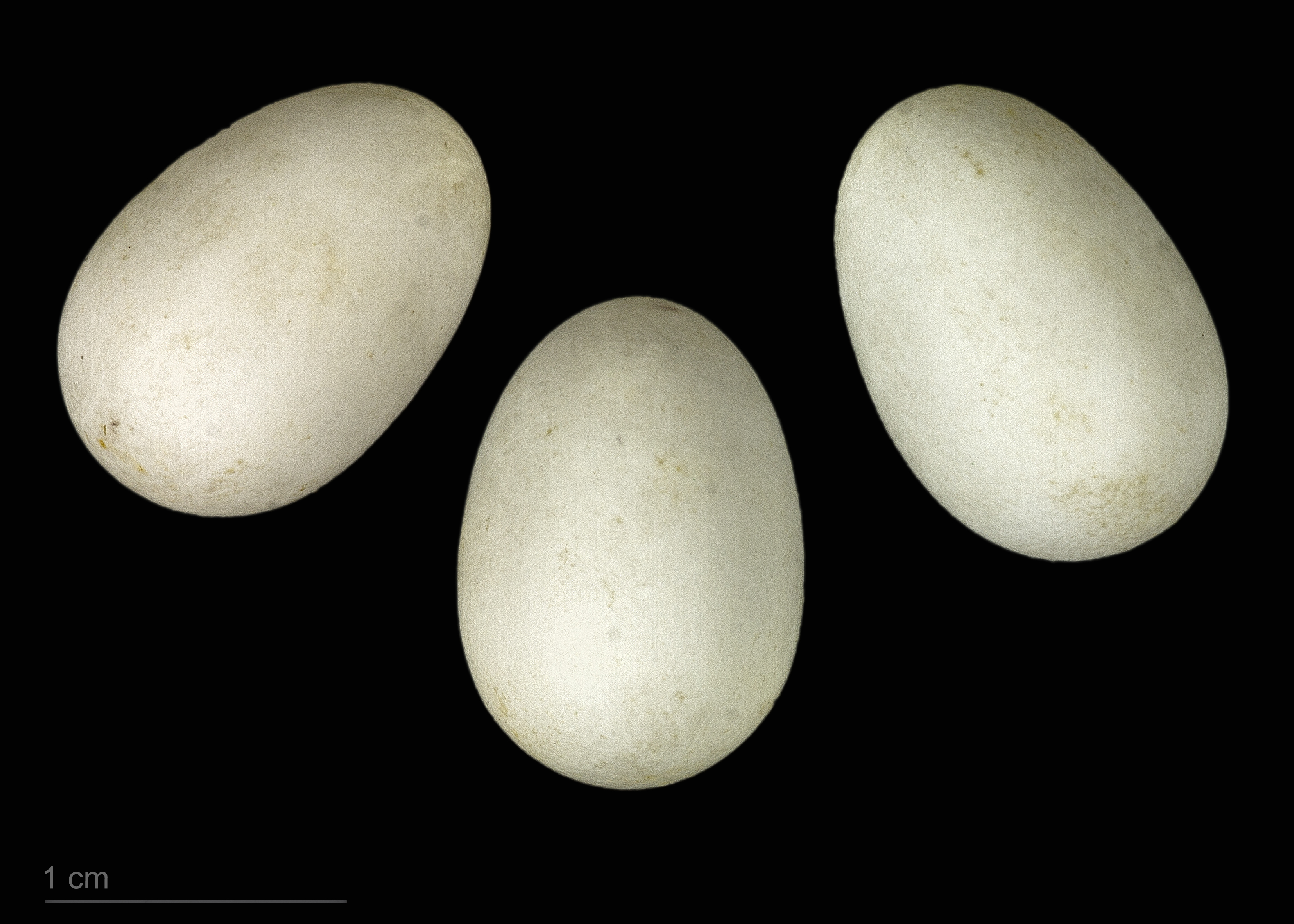
Œuf de Remiz pendulinus - Muséum de Toulouse

## Menaces et conservation

### France
Cette espèce est menacée:
- Liste Rouge de UICN France, Statut CR (en danger critique d'extinction) [3],[4]

### Europe
Cette espèce est protégée:
- Liste Rouge de UICN Europe, Statut LC [5]